# 9nine
9nine (произн. «найн») — японская женская идол-группа.
Когда группа была создана в 2005 году агентством по поиску талантов LesPros Entertainment, она состояла из 9 участниц (отсюда и название).
В 2010 году группа перешла на лейбл SME Records, принадлежащий Sony Music Entertainment Japan, и нацелилась на самые высокие позиции в музыкальной индустрии. Группа сменила стиль в сторону более танцевального, перейдя от типичной идол-музыки к электропопу.
С синглом 2012 года «Shoujo Traveller» девушки впервые попали в первую десятку наиболее продаваемых синглов за неделю, публикуемым компанией Орикон. Последовавший вскоре альбом 9nine также дебютировал в Топ 10.

## Состав
- Уки Сатакэ (яп. 佐武 宇綺 Satake Uki), род. 8 марта 1992 (33 года) — основной вокал
- Саяка Нисиваки (яп. 西脇 彩華 Nishiwaki Sayaka), род. 30 сентября 1992 (32 года) — основной вокал, лидер 2-го поколения
- Канаэ Ёсии (яп. 吉井 香奈恵 Yoshii Kanae), род. 8 апреля 1993 (32 года) (присоединилась к группе в сентябре 2010 года) — основной вокал
- Умика Кавасима (яп. 川島 海荷 Kawashima Umika), род. 3 марта 1994 (31 год) (присоединилась к группе в январе 2007 года) — ведущий вокал
- Хирона Мурата (яп. 村田 寛奈 Murata Hirona), род. 29 декабря 1996 (28 лет) (присоединилась к группе в сентябре 2010 года, вместе с Канаэ Ёсии) — основной вокал

* Саяка Нисиваки — младшая сестра Аяки Нисиваки из группы Perfume

### Бывшие участницы
- Адзуса Мацудзава (яп. 松沢 梓 Matsuzawa Azusa), род. 15 апреля 1992 (33 года) (покинула группу в январе 2007 года)
- Мивако Вагацума (яп. 我妻 三輪子 Wagatsuma Miwako), род. 11 февраля 1991 (34 года) (покинула группу в январе 2007 года)
- Руби Като (яп. 加藤 瑠美 Katō Rubi), род. 24 июля 1990 (34 года) (покинула группу в декабре 2007 года)
- Мариэ Асида (яп. 芦田 万莉恵 Ashida Marie), род. 23 декабря 1990 (34 года) — лидер 1-го поколения (покинула группу 31 марта 2009 года)
- Маи Ёсида (яп. 吉田 茉以 Yoshida Mai), род. 30 октября 1990 (34 года) (покинула группу 31 марта 2009 года)
- Мидори Ямаока (яп. 山岡 みどり Yamaoka Midori), род. 25 ноября 1990 (34 года) (покинула группу 31 марта 2009 года)
- Мадока Симогаки (яп. 下垣 真香 Shimogaki Madoka), род. 15 декабря 1991 (33 года) (присоединилась в январе 2007 года, вместе с Умикой Кавасимой; покинула группу 31 августа 2010 года)
- Моэ Миура (яп. 三浦 萌 Miura Moe), род. 16 декабря 1992 (32 года) (покинула группу 31 августа 2010 года)

## Дискография

### Синглы

#### CD-синглы
| №  | Название | Дата выпуска    | Наивысшая позиция           | Альбом         |
| №  | Название | Дата выпуска    | Oricon Weekly Singles Chart | Альбом         |
| -- | --- | --------------- | --------------------------- | -------------- |
| 1  | «Sweet Snow» | 14 февраля 2006 | —                           | —              |
| 2  | «Show TIME» | 4 июня 2008     | 162                         | second 9       |
| 3  | «Smile Again» | 21 октября 2009 | 44                          | —              |
| 4  | «Hikari no Kage» (яп. ヒカリノカゲ)                                                                               | 20 января 2010  | 28                          | —              |
| 5  | «Cross Over» | 1 декабря 2010  | 25                          | 9nine          |
| 6  | «SHINING STAR» (яп. ＳＨＩＮＩＮＧ☆ＳＴＡＲ)                                                                      | 9 марта 2010    | 13                          | 9nine          |
| 7  | «Natsu wanna say love U» (яп. 夏 ｗａｎｎａ ｓａｙ ｌｏｖｅ Ｕ)                                                   | 20 июля 2011    | 15                          | 9nine          |
| 8  | «Tick Tock 2NITE» (яп. チクタク☆２ＮＩＴＥ)                                                                       | 21 декабря 2011 | 12                          | 9nine          |
| 9  | «Shoujo Traveller» (яп. 少女トラベラー)                                                                           | 25 января 2012  | 9                           | 9nine          |
| 10 | «Ryuusei no Kuchizuke» (яп. 流星のくちづけ)                                                                       | 20 июня 2012    | 10                          | CUE            |
| 11 | «Iiaru! Kyonshii feat. Hao Hao! Kyonshii Girl / Brave» (яп. イーアル!キョンシー feat.好好!キョンシーガール/Brave) | 14 ноября 2012  | 11                          | CUE            |
| 12 | «White Wishes» | 12 декабря 2012 | 11                          | CUE            |
| 13 | «сolorful» | 6 февраля 2013  | 13                          | CUE            |
| 14 | «Evolution No.9»                                                                                                  | 12 июня 2013    | 11                          | MAGI9 PLAYLAND |
| 15 | "Re: " | 20 ноября 2013  | 6                           | MAGI9 PLAYLAND |
| 16 | «With You/With Me»                                                                                                | 12 марта 2014   | 4                           | MAGI9 PLAYLAND |
| 17 | «HAPPY 7 DAYS» | 17 июня 2015    | 8                           |                |

#### Цифровые синглы
| № | Название                                     | Дата выпуска    | Альбом   |
| - | -------------------------------------------- | --------------- | -------- |
| 1 | «Shine»                                      | 26 июля 2006    | —        |
| 2 | «Natsu Fuku» (яп. 夏服)                      | 30 августа 2006 | —        |
| 3 | «Shiroi Hana» (яп. 白い華)                   | 14 февраля 2007 | first9   |
| 4 | «sky (CM Version)» (яп. sky（CMバージョン）) | 30 апреля 2008  | second 9 |
| 5 | «Merry-Go-Round» (яп. メリーゴーランド)      | 25 июня 2008    | second 9 |
| 6 | «Sakura Prelude» (яп. サクラプレリュード)    | 25 марта 2009   | —        |
| 7 | «Unbalance» (яп. アンバランス)               | 20 мая 2009     | —        |
| 8 | «Happy×2 Eyes»                               | 29 июля 2009    | —        |

### Альбомы
| № | Название       | Дата выпуска  | Наивысшая позиция          |
| № | Название       | Дата выпуска  | Oricon Weekly Albums Chart |
| - | -------------- | ------------- | -------------------------- |
| 1 | first9         | 21 марта 2007 | —                          |
| 2 | second 9       | 9 июля 2008   | 186                        |
| 3 | 9nine          | 7 марта 2012  | 8                          |
| 4 | CUE            | 13 марта 2013 | 15                         |
| 5 | MAGI9 PLAYLAND | 18 июня 2014  | 9                          |

### DVD
| № | Название                                                                             | Дата выпуска | Наивысшая позиция       |
| № | Название                                                                             | Дата выпуска | Oricon Weekly DVD Chart |
| - | ------------------------------------------------------------------------------------ | ------------ | ----------------------- |
| 1 | It's Show Time!! Ver: Sakura '09 Part 1 (яп. It's SHOW TIME!! Ver:SAKURA '09 Part.1) | 20 мая 2009  | —                       |
| 2 | It's Show Time!! Ver: Sakura '09 Part 2 (яп. It's SHOW TIME!! Ver:SAKURA '09 Part.2) | 20 мая 2009  | —                       |

## Видеография

### Видеоклипы
| Название                                       | Официальное видео на YouTube                                                       |
| ---------------------------------------------- | ---------------------------------------------------------------------------------- |
| «Happy×2 Eyes» (9nine × Maybelline New York)   | смотреть                                                                           |
| «Smile Again»                                  | см. превью                                                                         |
| «Hikari no Kage»                               | см. превью                                                                         |
| «Cross Over»                                   | смотреть короткую версию (Это видео недоступно для просмотра за пределами Японии.) |
| «Shining Star»                                 | смотреть короткую версию (Это видео недоступно для просмотра за пределами Японии.) |
| «Natsu wanna say love U»                       | смотреть короткую версию (Это видео недоступно для просмотра за пределами Японии.) |
| «Tick Tock 2nite»                              | смотреть короткую версию (Это видео недоступно для просмотра за пределами Японии.) |
| «Shoujo Traveller»                             | смотреть короткую версию (Это видео недоступно для просмотра за пределами Японии.) |
| «Ryuusei no Kuchizuke»                         | смотреть короткую версию (Это видео недоступно для просмотра за пределами Японии.) |
| «Iiaru! Kyonshii feat. Hao Hao! Kyonshii Girl» | смотреть короткую версию (Это видео недоступно для просмотра за пределами Японии.) |
| «Brave»                                        | смотреть короткую версию (Это видео недоступно для просмотра за пределами Японии.) |
| «White Wishes»                                 | смотреть короткую версию (Это видео недоступно для просмотра за пределами Японии.) |
| «Evolution No. 9»                              | смотреть короткую версию (Это видео недоступно для просмотра за пределами Японии.) |